# Borgomanero
Borgomanero là một đô thị ở tỉnh Novara ở vùng Piedmont của Ý, tọa lạc cách 90 km về phía đông bắc của Torino và khoảng 30 km về phía tây bắc của Novara. Tại thời điểm ngày 31 tháng 12 năm 2004, đô thị này có dân số 20.253 người và diện tích là 32.4 km².
Đô thị Borgomanero có các frazioni (đơn vị trực thuộc, chủ yếu là các làng) San Marco, Santa Cristina, Santa Croce, Santo Stefano, và Vergano.
Borgomanero giáp các đô thị: Bogogno, Briga Novarese, Cressa, Cureggio, Fontaneto d'Agogna, Gargallo, Gattico, Gozzano, Invorio, Maggiora, Veruno.

## Đô thị kết nghĩa
- Digne-les-Bains, Pháp
- Bad Mergentheim, Đức